# アイダホ郡 (アイダホ州)
アイダホ郡（英: Idaho County）は、アメリカ合衆国アイダホ州の北中部に位置する郡である。2010年国勢調査での人口は16,267人である。郡庁所在地はグレインジビル（人口3,141人）であり、同郡で人口最大の都市でもある。郡庁所在地は元フロレンス(1864年-1875年）およびマウントアイダホ（1875年-1902年）に置かれていた。アイダホ郡はその面積で州内最大の郡であり、ほぼニュージャージー州の大きさに匹敵している。
アイダホ郡は当初1861年にワシントン準州の地域として設立され、郡名は1860年にコロンビア川で進水した蒸気船アイダホ号に因んで名付けられた。1864年2月4日にアイダホ準州議会によって再編成された。この意味ではアイダホ準州およびアイダホ州よりもその名前が先んじていることになる。
アイダホ郡はアメリカ合衆国の中で2つの標準時に跨る数少ない郡の一つである。郡内を流れるサーモン川が時間帯の境となっている。郡領域の大半は太平洋標準時だが、リギンズ市を含むサーモン川より南の地域が山岳部標準時に入っている。
アイダホ郡はアメリカ合衆国の中で州と同じ名前を持つ7つの郡の1つである

## 地理
アメリカ合衆国国勢調査局に拠れば、郡域全面積は8502.48平方マイル (22,021.3 km2)であり、このうち陸地は8484.88平方マイル (21,975.7 km2)、水域は17.59平方マイル (45.6 km2)で水域率は0.21％である。

### 隣接する郡
- クリアウォーター郡 - 北
- ミズーラ郡 (モンタナ州) - 北東
- ラバリ郡 (モンタナ州) - 東
- レムヒ郡 - 南東
- バレー郡 - 南
- アダムズ郡 - 南西
- ワローワ郡 (オレゴン州) - 西
- ネズパース郡 - 北西
- ルイス郡 - 北西

### 国立保護地域

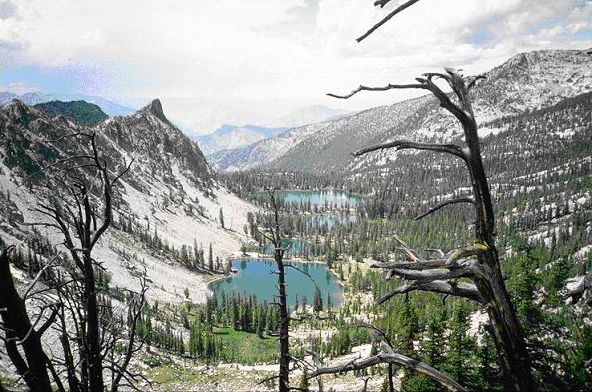
返らざる川原生地

- ビタールート国立の森（部分）、464,108エーカー (1,856 km²)
- クリアウォーター国立の森（部分）、870,807エーカー (3,483 km²)
- ヘルズキャニオン国立レクリエーション地域]（部分）
- ネズパース国立の森、2,224,091エーカー (8,896 km²)
- ネズパース国立歴史公園（部分）
- ペイエット国立の森（部分）、804,853エーカー (3,217 km²)
- サーモン・チャリス国立の森（部分）、66,074エーカー (264 km²)
- ワロワ・ウィットマン国立の森（部分）、1,787エーカー (7.1 km²)
- フランックチャーチ・返らざる川原生地（部分）
- ゴスペルハンプ原生地
- ヘルズキャニオン原生地（部分）
- セルウェイ・ビタールート原生地（部分）

郡内には4,431,720 エーカー (17,934.535 km² あるいは6,924.563 mi²) の国有林があり、アラスカ州を除けば国内最大である。ネズパース国立の森は全てアイダホ郡の中に入っており、単一の郡の中にある国有林としては最大である。

## 交通

### 高規格道路
- - アメリカ国道12号線
- - アメリカ国道95号線
- - アイダホ州道13号線
- - アイダホ州道14号線
- - アイダホ州道62号線
- - アイダホ州道64号線

### 空港
- チェンバレン森林局空港 (U79) – チェンバレン国防基地
- コールドメドウズ森林局空港 (U81) – コールドメドウズ国防基地
- コットンウッド市民空港 (S84) – コットンウッド市
- ディキシー森林局空港 (A05) – ディキシー
- ウィルソンバー森林局空港 (C48) – ディキシー
- エルクシティ空港 (S90) – エルクシティ（CDP)
- フィッシュレイク森林局空港 (S92) – フィッシュレイク
- アイダホ郡空港(S80) – グレインジビル
- カミア市民空港 (S73) – カミア市
- コースケー市民空港 (S82) – コースケー市
- ムースクリーク森林局空港 (1U1) – ムースクリーク・レンジャー基地
- オログランデ空港(USFS) (75C) – オログランデ
- シェアラー森林局空港 (2U5) – シェアラー
- スレイトクリーク空港 (1S7) – スレイトクリーク
- ウォーレン森林局空港 (3U1) – ウォーレン

## 人口動態
以下は2000年の国勢調査による人口統計データである。
| 基礎データ - 人口: 15,511人 - 世帯数: 6,084 世帯 - 家族数: 4,295 家族 - 人口密度: 1人/km2（2人/mi2） - 住居数: 7,537軒 - 住居密度: 0軒/km2（1/mi2） 人種別人口構成 - 白人: 94.12% - アフリカン・アメリカン: 0.08% - ネイティブ・アメリカン: 2.89% - アジア人: 0.26% - 太平洋諸島系: 0.02% - その他の人種: 0.91% - 混血: 1.72% - ヒスパニック・ラテン系: 1.57% 先祖による構成 - ドイツ系：29.7％ - アメリカ人：12.9％ - イギリス系：11.7％ - アイルランド系：9.0％ | 年齢別人口構成 - 18歳未満: 25.0% - 18-24歳: 6.3% - 25-44歳: 23.3% - 45-64歳: 28.4% - 65歳以上: 17.0% - 年齢の中央値: 42歳 - 性比（女性100人あたり男性の人口） - 総人口: 103.0 - 18歳以上: 104.9 世帯と家族（対世帯数） - 18歳未満の子供がいる: 29.2% - 結婚・同居している夫婦: 60.8% - 未婚・離婚・死別女性が世帯主: 6.3% - 非家族世帯: 29.4% - 単身世帯: 25.3% - 65歳以上の老人1人暮らし: 11.7% - 平均構成人数 - 世帯: 2.46人 - 家族: 2.95人 収入と家計 - 収入の中央値 - 世帯: 29,515米ドル - 家族: 33,919米ドル - 性別 - 男性: 28,383米ドル - 女性: 18,214米ドル - 人口1人あたり収入: 14,411米ドル - 貧困線以下 - 対人口: 16.3% - 対家族数: 12.5% - 18歳未満: 21.0% - 65歳以上: 10.0% |

## 都市と町

### 都市
- コットンウッド
- フェルディナンド
- グレインジビル - 郡庁所在地
- コースケー
- リギンズ
- スタイツ
- ホワイトバード

### 未編入の町
| - バーグドーフ - クリアウォーター - ディキシー - エルクシティ - フェン | - ゴールデン - グリーンクリーク - ロウェル - ルシル - マッケイバー | - マウントアイダホ - オログランデ - ピッツバーグランディング - ポロック - パウェルジャンクション | - レッドリバーホットスプリングス - シリンガ - ウォーレン - ウッドランド |